# Batalla de Patras
La batalla de Patras (429 a. C.) fue una batalla naval en el marco de la guerra del Peloponeso que enfrentó a la flota ateniense al mando de Formión con la flota peloponesia compuesta por contingentes de varios estados, cada uno con su propio comandante. La batalla sucedió cuando la flota peloponesia, formada por 47 trirremes, intentó pasar a la orilla norte del golfo de Patras para atacar a Acarnania como apoyo a una ofensiva en el noroeste de Grecia; la flota de Formión atacó a los peloponesios mientras navegaban hacia el norte.
Durante la batalla, los barcos peloponesios, obstaculizados por el hecho que muchos de ellos no estaban equipados para pelear sino como transportes, se dispusieron en círculo, adoptando una postura defensiva. Formión, aprovechando la destreza superior de sus marineros, navegó con sus navíos alrededor del grupo peloponesio, haciendo que estos se aproximaran más y más hasta que chocaron sus remos y unos con otros. Luego, los atenienses atacaron de golpe, derrotando a los peloponesios y capturando 12 barcos.

## Preludio
El verano de 429 a. C. estuvo marcado por una ofensiva peloponesia al noroeste de Grecia. Los espartanos y sus aliados esperaban eliminar de la guerra a varios aliados de Atenas, como por ejemplo Acarnania, Zacinto y Cefalonia, y, de ser posible, capturar la base ateniense en Naupacto. El navarco espartano Cnemo recibió el mando de la campaña y se dirigió hacia Acarnania desde Esparta junto con 1000 hoplitas, cruzando el golfo de Corinto sin ser advertido por Formión. Tras combinar sus fuerzas con los 2000 hombres enviados por los estados aliados, Cnemo se movilizó en contra de la ciudad de Estrato, aliada de Acarnania. Los acarnanianos solicitaron ayuda a Formión, pero este rehusó dejar Naupacto indefensa.
Mientras tanto, la flota peloponesia recibió el encargo de trasladar tropas a la costa sur de Acarnania para evitar que los habitantes de la zona pudieran auxiliar a sus aliados tierra adentro. Cuando los peloponesios se dirigían al oeste siguiendo la costa sur del golfo de Corinto, la flota ateniense los siguió por la orilla norte. Los peloponesios, con 47 barcos, no se preocuparon demasiado por los 20 navíos atenienses al otro lado del golfo, pero no obstante abandonaron sus atracaderos de noche para pasar por el estrecho entre los cabos Río y Antírrio, esperando dar el esquinazo a sus perseguidores. La artimaña falló y los atenienses, quienes se habían dado cuenta del engaño y los siguieron, alcanzaron a los peloponesios en las aguas abiertas del golfo de Patras.

## La batalla

La estrategia de Formión: Los atenienses (en rojo) navegan alrededor de los rodeados peloponesios (en negro). Los atenienses se arriesgan a un ataque repentino al exponer sus flancos al enemigo, pero al comprimir el círculo de barcos peloponesios, causan confusión entre las tripulaciones inexpertas.

A pesar de que la flota peloponesia era superior en número a la ateniense, muchos de sus barcos habían sido dispuestos como transportes y no como navíos de guerra. Así, mientras los atenienses se aproximaban, los comandantes peloponesios (se desconoce el nombre de todos ellos, aunque los comandantes corintios eran Macaón, Isócrates y Agotárquidas) ordenaron a sus 47 trirremes retirarse formando un círculo con las proas hacia fuera, para defenderse. En el centro del círculo se reunieron los navíos más pequeños y los cinco trirremes más veloces, los cuales debían tapar cualquier brecha que se produjese en el círculo.
Formión optó por atacar a esta formación por medio de una táctica arriesgada y poco ortodoxa. Guio sus barcos en línea, ajustando el círculo alrededor de los peloponesios, precipitándose hacia ellos a veces para hacer que los defensores se aproximaran cada vez más unos a otros. Esta táctica dejaba a los atenienses extremadamente vulnerables a un ataque relámpago, ya que cualquiera de los barcos a la defensiva debía tan solo desplazarse una distancia corta hacia delante para embestir el costado de uno de los atenienses. Sin embargo, tal ataque no ocurrió y los peloponesios fueron obligados a acercarse entre ellos.
Llegado este punto, Formión recibió la ayuda de su experiencia con los patrones climáticos locales, que le había enseñado que al amanecer solía soplar el viento desde el golfo. Esperando que ese viento incomodase grandemente a los inexpertos peloponesios sin interferir en el trabajo de su propia y experimentada tripulación, aguardó el momento oportuno para atacar. Tal cual lo planeado, cuando sopló el viento los barcos peloponesios se arrimaron más y la confusión reinó dentro del círculo, con los timoneles gritando y maldiciendo, los remos topándose con los de otros barcos y las tripulaciones tratando de alejarse unas de otras mediante el uso de pértigas. En ese momento, los atenienses atacaron. La victoria fue completa e instantánea; los peloponesios, en su corto escape hacia la orilla sur, vieron capturados 12 de sus navíos con sus tripulaciones por los perseguidores atenienses.

## Repercusiones
Camino de regreso a su base en Corinto, la flota peloponesia se reunió con Cnemo, quien se estaba retirando de un derrota en Estrato. Este doble fracaso avergonzó seriamente a Cnemo y, en general, fue un vergüenza para los espartanos: el primer intento de una ofensiva anfibia había acabado en la ignominia. No obstante, la victoria no puso fin a la ofensiva peloponesia en el golfo. Al cabo de poco tiempo, los espartanos consiguieron reunir una flota considerablemente mayor, conformada por 77 trirremes esta vez; Atenas, entre tanto, pese a despachar 20 barcos como refuerzo para Formión, los envió rumbo a Creta. De este modo, los 20 navíos de Formión debieron combatir en solitario y a duras penas lograron mantener el dominio ateniense en el golfo durante la batalla de Naupacto.